# Kawanishi Makoto
Kawanishi Makoto (sinh ngày 21 tháng 6 năm 1996) là một cầu thủ bóng đá người Nhật Bản.

## Sự nghiệp câu lạc bộ
Kawanishi Makoto hiện đang chơi cho Fukushima United FC.